# Viola Neumann

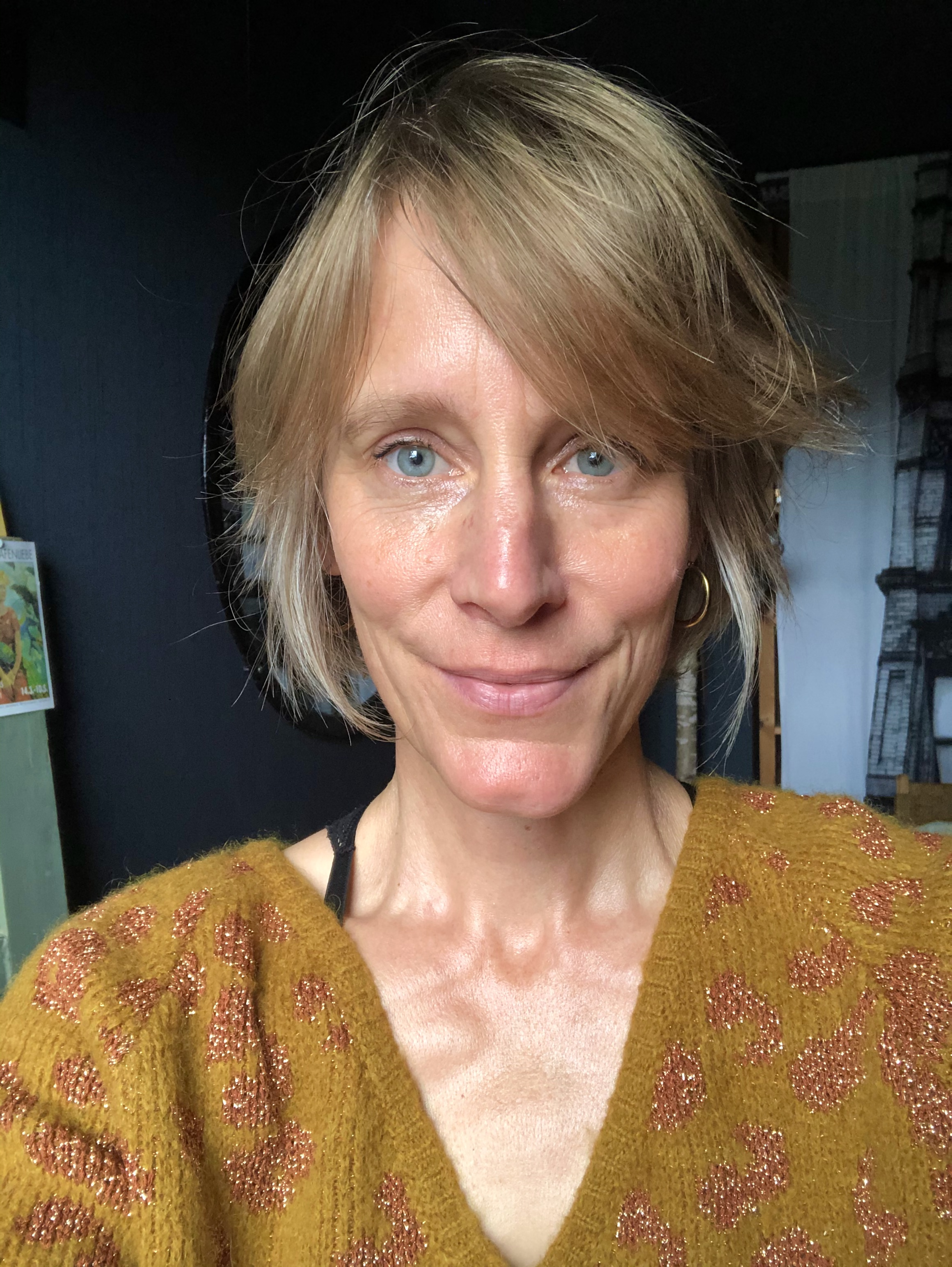
Viola Neumann

Viola Neumann (* 11. Oktober 1974 in Bottrop-Kirchhellen) ist eine deutsche Schauspielerin. Sie studierte von 1997 bis 2001 an der Hochschule für Musik und Theater Rostock.

## Rollen (Auswahl)
| Jahr      | Rolle             | Stück                              |
| --------- | ----------------- | ---------------------------------- |
| 2007      | Strophe           | Phaidras Liebe                     |
| 2007      | Anette            | Der Gott des Gemetzels             |
| 2008      | Eve               | U.S. Amok                          |
| 2008      | Gräfin Orsina     | Emilia Galotti                     |
| 2009      | Courtney Love     | Bring mir den Kopf von Kurt Cobain |
| 2009      | Sprecherin        | Seestücke (Schiller)               |
| 2010–2013 | Fritz Haarmann    | Die Haarmann Protokolle            |
| 2011      | Sancho Panza      | Don Quichotte                      |
| 2012      | Jericho/Lacenaire | Die Kinder des Olymp               |
| 2014      | Dr. Gray          | Wilder Osten                       |
| 2015      | Frau Wilnowski    | Stellplatz 51 – Das Campingmusical |
| 2018      | Prinz Orlofsky    | Die Fledermaus                     |
| 2019      | Diverse Rollen    | Wohin mit Stuttgart                |

## Filmografie (Auswahl)
- 2012: Aufrecht Stehen, Diplomfilm Filmakademie Ludwigsburg, Regie: Hannah Schweier
- 2014/15: FILMSTADT, Serie, Regie: Dennis Albrecht
- 2014: Geschützter Raum, Kurzfilm, DFFB, Regie: Zora Rux
- 2014: Toleranz, ARD, Regie: Marc-Andreas Bochert
- 2014: Kommissar Marthaler, ZDF-Serie, 1 Folge, Regie: Lancelot von Naso
- 2016: So auf Erden, ARD|SWR, Spielfilm, Regie: Till Endemann
- 2020: Wilsberg – Vaterfreuden
- 2021: Trübe Wolken, Kinofilm|Rabiatfilm-Produktion, Regie: Christian Schäfer
- 2021: Mord in der Familie – Der Zauberwürfel, ZDF, Zweiteiler, Regie: Michael Schneider
- 2024: Der Wald in mir

## Auszeichnungen
- 2000: Ensemblepreis, Schauspieltreffen Potsdam
- 2001: Roswitha-Ring
- 2005: Publikumspreis, Kilian, Stadttheater Heilbronn